# Кубок Европы по футболу для молодёжных команд
Кубок Европы для молодёжных команд — футбольное соревнование, проводившееся в 1967—1969 годах.

## История
Турнир проводился УЕФА в 1967—1969 годах среди футболистов в возрасте до 23 лет. Из команд, подавших заявки на участие, жребием выбирались две сборные. Эти команды в матче между собой выявляли обладателя приза. Победитель был обязан играть с теми командами, которые вызывали его на следующую встречу. Эти матчи вначале проводились не чаще одного раза в три месяца, начиная с четвёртого турнира — весной и осенью. В случае, если вызов победителю бросали несколько сборных, то очерёдность соперников определялась жребием. Обладателю кубка разрешалось проводить игры дома. Всего было проведено шесть розыгрышей. В 1970 году турнир был заменён чемпионатом Европы среди молодёжных команд.

## Победители и финалисты
| №   | Год  | Победитель | Финалист     | Счёт      | Дата       | Город        |
| --- | ---- | ---------- | ------------ | --------- | ---------- | ------------ |
| I   | 1967 | Болгария   | ГДР          | 3:2 (2:0) | 8 июня     | Стара-Загора |
| II  | 1967 | Болгария   | Финляндия    | 6:0 (5:0) | 6 сентября | Бургас       |
| III | 1967 | Болгария   | Чехословакия | 2:1 (1:1) | 15 ноября  | Плевен       |
| IV  | 1968 | Болгария   | Нидерланды   | 3:1 (2:1) | 17 апреля  | София        |
| V   | 1968 | Югославия  | Болгария     | 2:1 (0:0) | 26 октября | Русе         |
| VI  | 1968 | Югославия  | Испания      | 3:0 (0:0) | 15 июня    | Нови-Сад     |